# Schwertstab

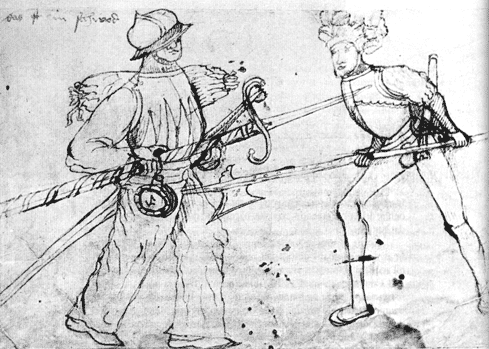
Ein schwedischer Milizionär (links) bekämpft mit einem Schwertstab einen deutschen Landsknecht (um 1502)

Der Schwertstab (auch Schwertpfahl oder Dolchstab) ist eine mittelalterliche Stangenwaffe aus Europa.

## Beschreibung
Ein Schwertstab ist eine Schwert- oder Dolchklinge, die am Ende eines Holzstabes befestigt wird. Dies verleiht der Waffe die Kraft eines Schwertes mit der Reichweite einer Stangenwaffe. So lassen sich Gegner zu Fuß wie auch zu Pferd gleichermaßen gut bekämpfen.
In Skandinavien erfreute sich der Schwertstab (Svärdstav), insbesondere in Dänemark und Schweden, bei Milizen besonderer Beliebtheit. 